# Lukáš Zelenka
Lukáš Zelenka (Praag, 5 oktober 1979) is een Tsjechisch voormalig voetballer die speelde als middenvelder en hierbij zowel een offensieve als controlerende rol kon aannemen.

## Biografie
Zelenka is in België vooral bekend door de periode 1998 tot 2001 bij Anderlecht en Westerlo. De jonge spelmaker blonk bij Westerlo uit en werd in juli 2001 voor een bedrag van € 800 000 verkocht aan zijn ex-club Sparta Praag. Hiermee speelt hij onder meer in de Champions League.
In 2006 ruilt Zelenka Sparta Praag voor het Turkse Manisaspor voor een bedrag van tweeëneenhalf miljoen euro. Bij deze ploeg speelt Zelenka nauwelijks en in januari 2008 komt hij terug naar België. Zelenka tekent een contract bij Westerlo tot 2011. Zijn tweede doortocht bij Westerlo werd echter geen onverdeeld succes en na enkele speeldagen in het seizoen 2009-2010 werd besloten om zijn contract te ontbinden. Hierop trok hij naar 1. FC Slovácko. Begin 2011 verhuisde hij naar het Hongaarse Budapest Honvéd.
Zelenka debuteerde in 2005 ook internationaal: hij maakte een invalbeurt voor Tsjechië in de wedstrijd tegen Macedonië. Later kwam hij nog uit tegen Zweden en Turkije. Eerder doorliep hij vrijwel alle nationale jeugdelftallen.

## Carrière
| seizoen   | club                          | land      | competitie                  | wed.   | goals |
| --------- | ----------------------------- | --------- | --------------------------- | ------ | ----- |
| 1992/1998 | Sparta Praag                  | Tsjechië  | 1. česká fotbalová liga     | ?      | ?     |
| 1998/99   | RSC Anderlecht                | België    | Jupiler League              | 3      | 0     |
| 1999/00   | KVC Westerlo                  | België    | Jupiler League              | 17     | 4     |
| 2000/01   | KVC Westerlo                  | België    | Jupiler League              | 34     | 4     |
| 2001/02   | Sparta Praag                  | Tsjechië  | Gambrinus liga              | 26     | 1     |
| 2002/03   | Sparta Praag + Sparta Praag B | Tsjechië  | Gambrinus liga + Druhá liga | 26 + 1 | 5 + 0 |
| 2003/04   | Sparta Praag + Sparta Praag B | Tsjechië  | Gambrinus liga + Druhá liga | 20 + 4 | 2 + 0 |
| 2004/05   | Sparta Praag                  | Tsjechië  | Gambrinus liga              | 28     | 7     |
| 2005/06   | Sparta Praag                  | Tsjechië  | Gambrinus liga              | 14     | 4     |
| 2005/06   | Vestel Manisaspor             | Turkije   | Süper Lig                   | 1      | 1     |
| 2006/07   | Vestel Manisaspor             | Turkije   | Süper Lig                   | 5      | 0     |
| 2007/08   | Vestel Manisaspor             | Turkije   | Süper Lig                   | 4      | 0     |
| 2007/08   | KVC Westerlo                  | België    | Jupiler League              | 15     | 1     |
| 2008/09   | KVC Westerlo                  | België    | Jupiler League              | 23     | 2     |
| 2009/10   | KVC Westerlo                  | België    | Jupiler League              | 3      | 0     |
| 2009/10   | 1. FC Slovácko                | Tsjechië  | Gambrinus Liga              | 17     | 2     |
| 2010/11   | Budapest Honvéd FC            | Hongarije | Magyar Labdarúgó Liga       | 12     | 2     |
| 2011/12   | Budapest Honvéd FC            | Hongarije | Magyar Labdarúgó Liga       | 4      | 0     |
|           |                               |           | totaal                      | 250    | 35    |

Bijgewerkt: 28-08-2011